# Свети Атанасий (Амигдалиес)
Вижте пояснителната страница за други значения на Свети Атанасий.
„Свети Атанасий“ (на гръцки: Αγίου Αθανασίου) е късносредновековна православна църква край гревенското село Амигдалиес (Пикривеница), Егейска Македония, Гърция.
Храмът е разположен на 2,5 km източно от селото, на хълм с прекрасна гледка. Построен в 1650 година и пази ценни стенописи от XVII век. Той е типичен пример за църковната архитектура и живопис в региона.
В 1986 година църквата е обявена за защитен паметник.